# Parcul Național din București

Harta Parcul Naţional

Parcul Național (înainte cu numele de Parcul 23 august) este un parc din București. În acest parc funcționează Complexul Sportiv Național și Casa Fotbalului, sediul Federației Române de Fotbal.